# سافيتري ديفي
كانت سافيتري ديفي موخرجي (الاسم عند الولادة ماكسيمياني جوليا بورتاس 30 سبتمبر 1905 – 22 أكتوبر 1982) فاشية يونانية فرنسية المولد ومتعاطفة مع النازية وجاسوسة عملت لصالح قوى المحور عن طريق أعمال تجسسية ضد الحلفاء في الهند. وكانت في وقت لاحق عضوًا قائدًا للحركة السرية النازية الجديدة خلال الستينيات من القرن العشرين.
كانت سافيتري مناصرة لتوليفة بين النازية والهندوسية، وادّعت أن أدولف هتلر كان أفاتار للإله الهندوسي فيشنو. وصوّرت هتلر على أنه تضحية من أجل البشرية ستنهي العصر الأسوأ في العالم، كالي يوغا، الذي كانت ترى أن اليهود كانوا وراءه، ورأت فيهم قوى للشر.
أثرت كتابات سافيتري في النازية الجديدة وفي السحر والتنجيم في النازية. مع رفضها لليهودية والمسيحية، آمنت سافيتري بنوع من الأحادية الواحدية، أي بكون واحد من الطبيعة يتألف من مادة طاقة إلهية. ضمن النازية الجديدة، روجت سافيتري للخفيانية وعلم البيئة وحركة العصر الجديد، وفي الحقبة المعاصرة، أثرت في اليمين البديل. وأثرت أيضًا في الدبلوماسي التشيلي ميغيل سيرانو. في عام 1982، نشر فرانكو فريدا ترجمة ألمانية لعملها ذهب في المصهر، وكرس المجلد الرابع من مراجعته السنوية، ريسغواردو (1980)، لسافتيري ديفي بصفتها «المبشرة بالوثنية الآرية».
كانت سافيتري زميلة في سنوات ما بعد الحرب لفرانسوا ديور وأوتو سكورزيني ويوهان فون ليرز وهانس أولريتش رودل. وكانت أيضًا أحد الأعضاء المؤسسين للاتحاد العالمي للاشتراكيين الوطنيين.

## السنوات الأولى
مع ولادتها مع اسم ماكسيمياني جوليا بورتاس في عام 1905 في ليون، كانت سافيتري ديفي ابنة ماكسيم بورتاس، وهو مواطن فرنسي من أصل يوناني وامرأة إنجليزية من أصل إيطالي، جوليا بورتاس (الاسم عند الولادة ناش). ولدت ماكسيمين بورتاس ولادة مبكرة بشهرين ونصف وكان تزن 930 غرام فقط ولم يكن متوقعًا لها في البداية أن تعيش. شكلت سافيتري آراءها السياسية في وقت مبكر. منذ طفولتها وخلال سنوات حياتها، كانت سافيتري مناصرة متحمسة لحقوق الحيوانات. وكان انتسابها إلى القومية اليونانية أبكر انتساب سياسي لها.
درست بورتاس الفلسفة والكيمياء، وحازت على شهادتي ماجستير ودكتوراه في الفلسفة من جامعة ليون. ومن ثم سافرت إلى اليونان وأجرت مسحًا للآثار الأسطورية. هنا باتت على معرفة باكتشاف هنريش شليمان للصليب المعقوف في الأناضول. وكان استنتاجها أن اليونانيين القدماء كانوا من أصل آري. كان الكتابان الأولان الذين ألفتهما سافيتري هما أطروحات الدكتوراه الخاصة بها: مقال نقدي عن ثيوفيل كايريس (ليون: ماكسيمين بورتاس، 1935) والبساطة الرياضية (ليون: ماكسيمين بورتاس، 1935).

### النازية
في مطلع العام 1928، تخلت بورتاس عن جنسيتها الفرنسية ونالت الجنسية اليونانية. ومع انضمامها إلى حج إلى فلسطين خلال الصوم الكبير في عام 1929، حسمت بورتاس أمرها بأنها نازية.
في عام 1932، سافرت بورتاس إلى الهند بحثًا عن ثقافة آرية وثنية حية، وكانت على قناعة بأن البلاد كانت تمثل «أفضل عزل عنصري». ومع تقيدها رسميًا بالهندوسية، تبنت اسم سافيتري ديفي. وتطوعت للعمل في مهمة هندوسية كناشطة ضد اليهودية والمسيحية، وألفت تحذير للهندوس لكي تعرض دعمها للقومية الهندية والاستقلال، وحشد مقاومة لنشر المسيحية والإسلام في الهند. خلال الثلاثينيات من القرن العشرين، نشرت بروباغندا مؤيدة لدول المحور وشاركت في تجمعات استخباراتية عن بريطانيا في الهند. وادعت سافيتري أنها سمحت، خلال الحرب العالمية الثانية، لسوبهاس تشاندرا بوز (زعيم الجيش الوطني الهندي المتحالف مع قوى المحور) بإقامة اتصالات مع ممثلي إمبراطورية اليابان.

### الحرب العالمية الثانية
خلال الحرب العالمية الثانية، أفضت صلات ديفي مع قوى المحور إلى مواجهة مع والدتها، التي خدمت في المقاومة الفرنسية خلال احتلال ألمانيا لفرنسا. في عام 1940، تزوجت ديفي آسيت كريشنا موخرجي، براهمي بنغالي يتبنى وجهات نظر نازية وكان محررًا لجريدة نيوميركوري المؤيدة لألمانيا. خلال العام 1941، اختارت ديفي تفسير الدعم العسكري للحلفاء لليونان، ضد القوات الألمانية والإيطالية، كغزو لليونان. واصل الثنائي ديفي وموخرجي جمع المعلومات الاستخباراتية لقضية المحور. تضمن هذا استضافة طواقم من الحلفاء، الأمر الذي أعطاهما فرصة استجوابهم حول مسائل عسكرية. نقلت المعلومات التي جمعاها إلى موظفي الاستخبارات اليابانية ووجد الجيش الياباني تلك المعلومات مفيدة حين شن هجمات ضد قواعد الحلفاء ووحدات الجيش.

## النشاطات النازية خلال فترة ما بعد الحرب
بعد انتهاء الحرب العالمية الثانية، سافرت سافيتري إلى أوروبا في أواخر العام 1945 باسم سافيتري ديفي موخرجي بصفتها زوجة أحد الرعايا البريطانيين من الهند، مع جواز سفر بريطاني هندي. وتوقفت في إنجلترا لفترة قصيرة، ومن ثم زارت والدتها في فرنسا، التي ستتشاجر معها بسبب دعم الأخيرة للمقاومة الفرنسية ومن ثم سافرت إلى آيسلندا حيث شهدت ثوران بركان هيكلا في 5 و6 من شهر أبريل من عام 1947. عادت سافيتري إلى إنجلترا لفترة قصيرة، ومن ثم سافرت إلى السويد حيث التقت بسفين هيدين.
في 15 يونيو من عام 1948، سافرت سافيتري على متن قطار نورد إكسبريس من الدانمارك إلى ألمانيا، حيث وزعت آلاف النسخ من المنشورات المكتوبة بخط اليد شجعت فيها «رجال ونساء ألمانيا» على «التشبث بإيماننا الاشتراكي الوطني المجيد، والمقاومة!» وروت تجربتها في الذهب في المصهر (التي أعيد تحريرها وصدرت بعنوان الذهب في المصهر: تجارب في ألمانيا ما بعد الحرب لتتصادف مع الذكرى المئوية لميلادها).
بعد اعتقالها بتهمة تعليق ملصقات، حوكمت سافيتري في دوسلدورف في 5 أبريل من عام 1949 بتهمة الترويج للأفكار النازية على الأراضي الألمانية كأحد أعضاء مجلس مراقبة الحلفاء، وصدر بحقها حكم بالسجن لمدة عامين. أمضت سافيتري في سجن فيرل 8 أشهر، حيث أقامت صداقة مع رفاقها النازيين وسجناء قوات الأمن الخاصة النازية (روت ذلك في كتاب تحدي)، قبل إطلاق سراحها وطردها من ألمانيا. ومن ثم ذهبت سافيتري إلى ليون، فرنسا.
في شهر أبريل من عام 1953، حصلت سافيتري على جواز سفر يوناني باسمها ما قبل الزواج من أجل دخول ألمانيا مجددًا، وفيما هي هناك، ذهبت في حج إلى مواقع «نازية» مقدسة، كما أسمتها. ومن ثم طارت من أثينا إلى روما ومن ثم سافرت عبر القطار مجتازة ممر برينر إلى «ألمانيا العظمى»، التي اعتبرتها «الوطن الروحي لجميع الآريين الحديثين الواعين عرقيًا». وسافرت إلى عدد من المواقع التي تركت أثرًا هامًا في حياة أدولف هتلر وتاريخ الحزب النازي، وزارت أيضًا أصرح وثنية وقومية ألمانية حسبما ذكرت في كتابها الحج الصادر عام 1958.
أصبحت سافيتري صديقة لهانس أولريتش رودل، وأتمت نصها البرق والشمس في منزله في شهر مارس من عام 1956. خلال تعارفاتها، تمكنت سافيتري من لقاء عدد من الأغراب النازيين في إسبانيا والشرق الأوسط. في عام 1957، زارت يوهان فون ليرز في مصر وسافرت عابرة الشرق الأوسط قبل العودة إلى بيتها في نيودلهي، بعد أن توقفت في بيروت ودمشق وبغداد وطهران وزهدان. في عام 1961 بقيت سافيتري مع أوتو سكورزيني في مدريد.
عملت سافيتري ديفي في التدريس في فرنسا خلال الستينيات من القرن العشرين، ممضية أيام عطلها الصيفية مع الأصدقاء في بيرتشسغادن. في ربيع العام 1961، في الوقت الذي كانت تمضي فيه عطلة عيد الفصح في لندن، علمت سافيتري بوجود الحزب الوطني البريطاني الأصلي. برزت هذه الجماعة بعد الحرب العالمية الثانية حين تبنى الاسم مجموعة من الأعضاء السابقين في الاتحاد البريطاني للفاشيين. (استوعبت حركة الاتحاد الحزب الوطني البريطاني الأصلي سريعًا، وليس لديها أي صلة مباشرة بالحزب الوطني البريطاني ليومنا هذا). التقت سافيتري رئيس الحزب الوطني البريطاني آندرو فاونتاين. ومع بدئها لمراسلات مع كولين جوردان، باتت سافيتري داعمة مخلصة للحركة الاشتراكية الوطنية.
في شهر أغسطس من عام 1962، حضرت سافيتري ديفي المؤتمر النازي الدولي في غلوسترشير وكانت أيضًا عضوًا مؤسسًا وموقعًا على اتفاقية كوتسوولد التي أسست الاتحاد العالمي للاشتراكيين الوطنيين. والتقت في هذا المؤتمر بجورج لينكولن روكويل، الذي أثار إعجابها بشدة. وحين أصبح روكويل زعيم الاتحاد العالمي للاشتراكيين الوطنيين، عين ويليام لوثر بيرس محررًا لمجلته: العالم الاشتراكي الوطني (1966 - 1968). إلى جانب مقالات من تأليف جوردان وروكويل، خصص بيرس نحو 80 صفحة من العدد الأول من المجلة لنسخة مكثفة من البرق والشمس. ونظرًا إلى الردود المفعمة بالحماس، أدرج بيرس فصولًا من الذهب في المصهر والتحدي في الإصدارات اللاحقة.
بعد تقاعدها من التدريس في العام 1970، أمضت سافيتري ديفي 9 أشهر في منزل صديقها المقرب الواقع في النورماندي فرانسوا ديور في الوقت الذي كانت تعمل فيه على مذكراتها، وعلى الرغم من أنه كان مرحبًا بها في البداية، بدأت عاداتها الشخصية المزعجة تسبب إزعاجًا في اجتماعات الكنيسة (كان من بين عاداتها عدم الاستحمام خلال إقامتها ومضغ الثوم باستمرار).